# Коваленко Анатолій Дмитрович (депутат УРСР)
Анатолій Дмитрович Коваленко (нар. 17 вересня 1921, село Костянтинівка, тепер Смілянського району Черкаської області — ?) — український радянський партійний діяч. Депутат Верховної Ради УРСР 9—11-го скликань. Член ЦК КПУ в 1976—1986 р.

## Біографія
У 1941—1948 роках — у Червоній армії: старший інструктор політвідділу 121-ї гвардійської стрілецької дивізії. Учасник німецько-радянської війни.
Член ВКП(б) з 1942 року.
У 1950 році закінчив Дніпропетровський сільськогосподарський інститут.
У 1950—1951 роках — інструктор сільськогосподарського відділу Дніпропетровського обласного комітету КП(б)У.
У 1951—1954 роках — на політичній роботі в Радянській армії.
У 1954—1963 роках — інструктор, завідувач сектору сільськогосподарського відділу ЦК КПУ. У 1963—1972 роках — заступник, 1-й заступник завідувача сільськогосподарського відділу ЦК КПУ.
У 1972—1975 роках — помічник 1-го секретаря ЦК Компартії України Володимира Щербицького.
У 1975—1983 роках — завідувач сільськогосподарського відділу ЦК КПУ. У 1983—1986 роках — завідувач відділу сільського господарства і харчової промисловості ЦК КПУ.
Потім — на пенсії в Києві.

## Звання
- гвардії старшина
- гвардії молодший лейтенант

## Нагороди
- орден Трудового Червоного Прапора (22.03.1966)
- орден Вітчизняної війни 2-го ст. (1985)
- орден Червоної Зірки (1945)
- ордени
- медаль «За трудову відзнаку» (26.02.1958)
- медалі